# Cullivoe
Cullivoe település a skóciai Shetland-szigetek Yell nevű szigetén. A sziget északkeleti partján fekszik. Halászkikötője mellett korábban itt volt az Unstra közlekedő komp kikötője, azonban az autókompok bevezetése óta Gutcher vette át a szerepét. A faluban üvegházakban epret is termesztenek.
A Szent Olaf-templom romjai és a temető történelmi hangulatot kölcsönöz a településnek.

## Fordítás
- Ez a szócikk részben vagy egészben a Cullivoe című angol Wikipédia-szócikk ezen változatának fordításán alapul.  Az eredeti cikk szerkesztőit annak laptörténete sorolja fel. Ez a jelzés csupán a megfogalmazás eredetét és a szerzői jogokat jelzi, nem szolgál a cikkben szereplő információk forrásmegjelöléseként.